# Birmese meestimalia
De Birmese meestimalia (Yuhina humilis) is een zangvogel uit de familie Zosteropidae (brilvogels) die voorkomt in het Oriëntaals gebied.

## Kenmerken
De Birmese meestimalia is 12 tot 14 cm lang. Hij lijkt sterk op de baardmeestimalia en werd in de vorige eeuw soms beschouwd als ondersoort. Het is een wat fletse uitvoering van de baardmeestimalia. Opvallend verschillend zijn de grijze buik en ondestaartdekveren en de sterkte streping.

## Verspreiding en leefgebied
De Birmese meestimalia komt voor in montane bossen op 1200 m boven de zeespiegel in Myanmar (Birma, vandaar de naam) en het westen van Thailand.
Er zijn twee ondersoorten:
- Y. h. clarki: oostelijk Myanmar.
- Y. h. humilis: zuidoostelijk Myanmar en westelijk Thailand.

## Status
De Birmese meestimalia heeft een ruim verspreidingsgebied en daardoor is de kans op uitsterven gering. De grootte van de populatie is niet gekwantificeerd, maar waarschijnlijk gaan door verbrokkeling van het leefgebied de aantallen achteruit. Het tempo ligt echter onder de 30% in tien jaar (minder dan 3,5% per jaar). Om deze redenen staat deze meestimalia als niet bedreigd op de Rode Lijst van de IUCN.